# Franz Benque

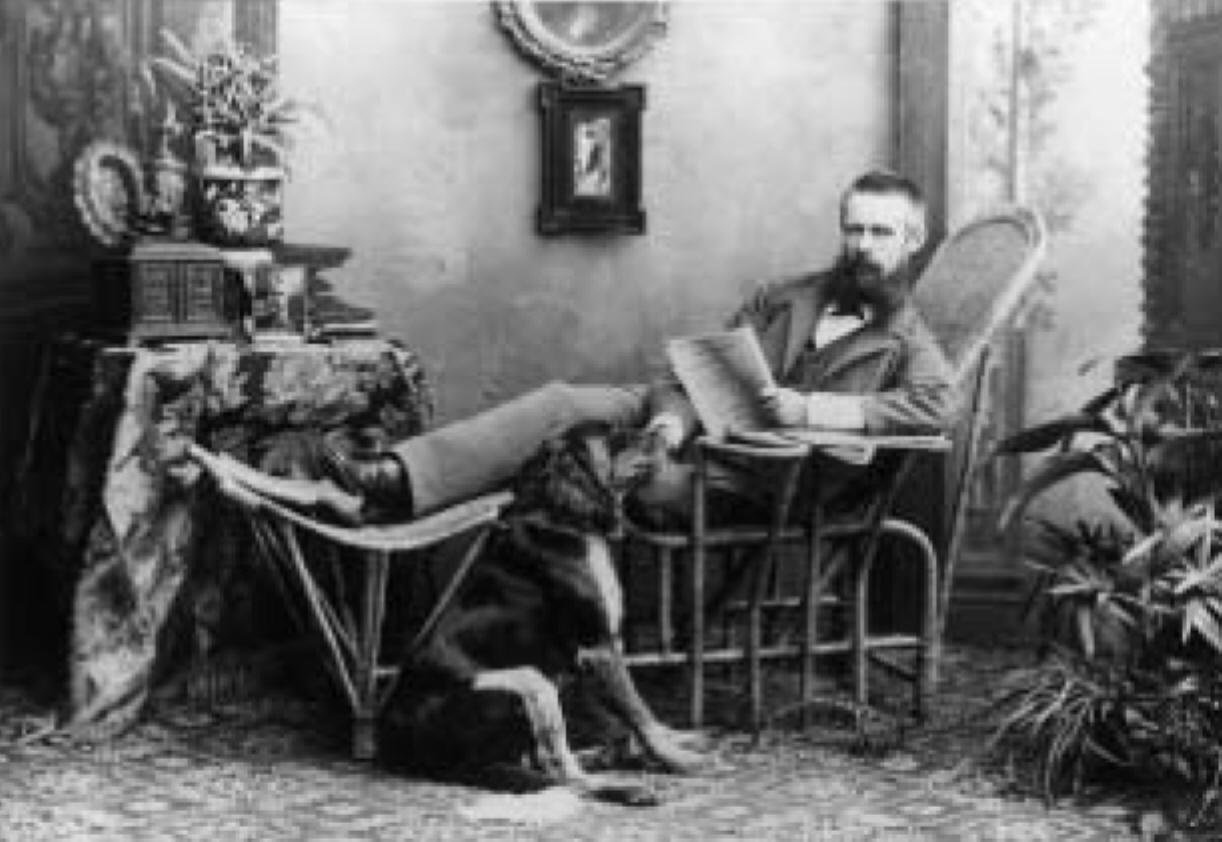
Franz Benque im Jahre 1883

Friedrich Franz Heinrich Benque (* 12. März 1841 in Ludwigslust; † 30. März 1921 in Villach) war ein Fotograf.

## Leben
Franz Benque ist in Ludwigslust aufgewachsen, wo sein Vater Christian Benque für einige Jahre Lehrer an der großherzoglich mecklenburgischen Taubstummenanstalt war. Franz Benque lernte bei dem ebenfalls aus Ludwigslust stammenden Dekorationsmaler und Fotografen Carl Cuno Hersen (* 1818) in Güstrow „einfache Phototechnik“.

### Fotografische Ateliers
Benque & Sebastianutti

Benque ging 1864 nach Triest, um mit dem Uhrmacher G. Sebastianutti (1824–1881) ein Atelier zu eröffnen. Da Franz Benque zwischenzeitlich die Stieftochter seines Partners Sebastianutti geehelicht hatte, war es wohl zu familiären Spannungen gekommen.
Benque & Kindermann

1869 löste Franz Benque die Partnerschaft mit Sebastianutti in Triest und ging nach Hamburg. Warum er seinen Vater Christian Benque, der 1856 einen Ruf an die Taubstummenanstalt nach Lübeck erhalten hatte, im September 1869 einen Vertrag mit dem Lübecker Fotografen Conrad Kindermann für das zu gründende Atelier Benque & Kindermann in Hamburg verhandeln ließ, ist nicht bekannt. Ebenso wenig ist bekannt, wie es zur Bekanntschaft mit Conrad Kindermann gekommen war. Möglicherweise waren sie sich als Teilnehmer auf auswärtigen Ausstellungen zuvor begegnet. Benque verließ aber schon ein Jahr später das gemeinsame Geschäft in den Großen Bleichen 30.
Henschel & Benque

Benque ging 1871 nach Brasilien und gründete eine Partnerschaft mit Albert Henschel (1827–1882), der aus einer Familie anerkannter Kupferstecher stammte und einige Jahre zuvor aus Berlin eingewandert war. Das Atelier lag in Rio de Janeiro. 1874 erhielt das Atelier das Prädikat „kaiserlicher Hofphotograf“ von Pedro II.
Sebastianutti & Benque

1878 kehrte er nach Triest zurück, und erneuerte die Partnerschaft mit Sebastianutti.
Es sind zahlreiche Aufnahmen erhalten.

### Gleicher Name, andere Fotografen
Von 1886 bis 1889 existierte in Hamburg im Neuen Wall ein Atelier Benque. Es wurde von Franz Wilhelm Benque (1857–1912) betrieben, dessen Vater Wilhelm Benque ein bekannter Gartenarchitekt und Onkel von Franz Benque war. Er kam 1912 unter nicht näher bekannten Umständen zu Tode.
Unter dem Namen „Benque & Cie“ existierte von 1879 bis 1907 in Paris ein fotografisches Atelier in der Rue Boissy-d'Anglas 33. Hier war Wilhelm Benque (1843–1903) bis 1899 tätig. Er hatte 1879 mit Charles-Louis Klary das Atelier gegründet. Er war ein jüngerer Bruder von Franz und vorher in Hamburg als Bauingenieur tätig gewesen.
Im Personenverzeichnis der Hamburger Adressbücher von 1870, 1871 und 1872 wird ein „C. Benque“ als Inhaber(?) eines chem. Laborat[oriums] und Drogeriewarenlagers geführt. Es ist unbekannt, um wen es sich handelt.

## Werke
- Franz Benque: Verfahren von Franz Benque in Triest mit dessen neuesten Verbesserungen. In: Photographische Correspondenz, 5. Bd., Wien 1868, S. 49–50, S. 71–73 (Forts.) und S. 85–89.
- Ludwig Schrank: Beleuchtungsschirm nach F. Benque. In: Photographische Correspondenz, 26. Bd., Wien, 1889, S. 4–5

## Auszeichnungen
- Preismedaille für Porträts und Photoskulpturen anläßlich der vom photographischen Verein zu Berlin veranstalteten Ausstellung im Mai 1865.[8]
- Silbermedaille für Vergrösserungen (Erste Gruppe) auf der Hamburger Ausstellung [für Photographie] im November 1868.[9]
- Silbermedaille für Portraits auf der Ausstellung für Photographie, Natur- und Farbdruck in Groningen/NL 1869.[10]
- Ehrendiplom auf der Ausstellung in Triest 1882[11]

## Mitgliedschaften
- 1866 in der Photographische Gesellschaft in Wien[12].